# Кулига (сельское поселение Слудка)
Кулига — деревня в Прилузском районе республики Коми в составе сельского поселения Слудка.

## География
Находится на расстоянии примерно 1 километра на север от центра поселения села Слудка.

## История
Известна с 1853 года как выселок Кулижский с 18 дворами и 81 жителем. В 1873 году учтено дворов 17 и жителей 134, в 1905 43 и 263, в 1926 40 и 203 соответственно.

## Население
Постоянное население  составляло 41 человек (коми 88%) в 2002 году, 29 в 2010.